# Receptor de estrógeno beta
El receptor de estrógeno beta, también denominado ER-beta o NR3A2 (de sus siglas en inglés "Nuclear receptor subfamily 3, group A, member 2"), es uno de los miembros de la familia de factores de transcripción de receptores nucleares, activado por una hormona sexual, el estrógeno, y codificado en humanos por el gen HGNC ESR2 .
Este gen codifica un miembro de la familia de los receptores de estrógeno y de la superfamilia de receptores nucleares que son factores de transcripción. Esta proteína contiene un dominio de unión a ADN en el extremo N-terminal y dominio de unión a ligando en el extremo C-terminal, y se puede encontrar en el núcleo celular, en el citoplasma y en la mitocondria. Tras la unión del 17-beta-estradiol o ligandos semejantes, el receptor ER-beta forma un homo- o heterodímero que interacciona con secuencias específicas del ADN para activar la transcripción. Algunas isoformas inhiben de forma dominante la actividad de otros miembros de la familia de los receptores de estrógeno. Se han descrito diversas variantes transcripcionales de este gen, pero solo se han caracterizado completamente algunas de ellas.

## Distribución
El receptor ER-beta es expresado en muchas células y tejidos, incluyendo monocitos de la sangre y macrófagos, células epiteliales de pulmón y de colon y en el epitelio de la próstata, así como en estos mismo tejidos cuando han sufrido malignización. Este receptor también ha sido encontrado en el cerebro a diferentes concentraciones en diversos conjuntos neuronales.

## Función
El receptor ER-beta posee efectos anti-proliferativos y por ello, en oposición a la acción del receptor de estrógeno alfa en tejido reproductivo. Este receptor también tiene un importante papel en la función adaptativa del pulmón durante el embarazo.

## Interacciones
El receptor de estrógeno beta ha demostrado ser capaz de interaccionar con:
- NCOA6[6][7]
- Src[8][9]
- RBM39[10]
- NCOA3[11][12]
- Receptor de estrógeno alfa[13][14]
- MAD2L1[14]